# 104-es busz (Miskolc)
A miskolci 104-es buszjárat gyorsjárat volt 1978 és 1985 között. 1978-tól 1979-ig Búza tér és Görömböly, majd 1979-től 1985-ig Tégla utcáig közlekedett.
A járat szombaton és ünnepnapokon nem közlekedett.

## Megállóhelyei
Búza tér – Zsolcai kapu – Vöröshadsereg utca – Csabavezér utca – Poll S. utca – Pesti út – Harsányi utca – Lavotta utca – Hamburger J. utca – Tégla utca
Tégla utca – Hamburger J. utca – Lavotta utca – Pesti út – Poll S. utca – Csabavezér utca – Vöröshadsereg utca – Zsolcai kapu – Búza tér